# Vermilionska ptica
Vermilionska ptica (kineski: 朱雀 Zhūquè) jedan je od Četiri simbola kineskih sazvežđa. Prema kazivanju Vu Singa, taoističkog petoelementnog sistema, ona predstavlja elemenat vatre, pravac juga i godišnje doba leta. Zbog toga se ponekad naziva Vermilionska ptica juga (kineski: 南方朱雀, Nán Fāng Zhū Què). Ona je poznata kao Džućue na kineskom, Suzaku na japanskom, Džudžak na korejskom i Ču Tuok na vijetnamskom. Ona je opisana kao crvena ptica koja podseća na fazana s petobojnim perjem i večno je prekrivena plamenom. Često se pogrešno poistovećuje sa Fenghuangom zbog sličnosti u izgledu, ali njih dvoje su različita bića. Fenghuang je legendarni vladar ptica koji je povezan sa kineskom caricom na isti način na koji se zmaj povezuje sa carem, dok je Vermilionska ptica mitološko duhovno stvorenje kineskih sazvežđa.

## Sedam pominjanja Vermilionske ptice
Kao i kod ostala tri Simbola, postoji sedam astroloških „kuća” Vermilionske ptice (položaja Meseca). Imena i određujuće zvezde su:
| Br. kuće. | Ime (pinjin) | Prevod          | Određujuća zvezda |
| --------- | ------------ | --------------- | ----------------- |
| 22        | 井 (Jǐng)    | Izvor           | μ Gem             |
| 23        | 鬼 (Guǐ)     | Duh             | θ Cnc             |
| 24        | 柳 (Liǔ)     | Vrba            | δ Hya             |
| 25        | 星 (Xīng)    | Zvezda          | α Hya             |
| 26        | 張 (Zhāng)   | Proširena mreža | υ¹ Hya            |
| 27        | 翼 (Yì)      | Krila           | α Crt             |
| 28        | 軫 (Zhěn)    | Bojna kola      | γ Crv             |

## Priroda simbola
Vermilionska ptica je elegantna i plemenita po izgledu i ponašanju, sa perjem u mnogo različitih vermilionskih nijansi. Ona je vrlo selektivna u pogledu toga jela i gneždenja.

## Popularna kultura
- U mobilnoj igri Zagonetke & Zmajevi, Vermilionska ptica predstavljena je kao lepa, krilata žena nalik na feliks, koja upravlja snagom plamena, poznata kao „utelovljenje Suzaku Lejlana”.
- U seriji Bejblejd, Vermilionska ptica se naziva Drejnzer.
- U filmu B-Daman Fajerblast, glavni protagonista Kejmon Godajov B-daman nazvan je Drajv Garuburn, čija B-životinja Vermilionska ptica sa juga.
- U seriji Digimon, Džućaomon je dizajniran po njoj.
- U seriji Fušigi Jugi, putovanje Mijake Juki u Univerzum četiri boga obuhvata njen preobražaj u sveštenicu od Suzakua. Bog je prikazan kao ptica u većem delu serije, samo nekoliko poslednjih epizoda prikazuju ga u humanoidnom, krilatom obliku.
- U video-igri Finalna fantazija Tip-0 Vermilionska ptica je ime jednog od četiri kristala orijenta, koji predstavlja Dominion Rubruma.
- U video-igri Finalna fantazija XI Suzaku je jedan od Bogova u Tuliji, zoni završne igre uvedenoj u ekspanziji Uspona Zilarta.
- U video-igri Finalna fantazija XIV Suzaku je jedan od okrilja predstavljenih tokom drugog širenja igre, Stormblad.
- U filmu Gamera 3: Osveta Irisa, za čudovište Ajris je u jednom trenutku predloženo da bude Vermilionska ptica.
- U seriji Ju Ju Hakušo, Suzaku je u humanoidnom obliku prikazan kao vođa grupe iz podzemlja Četiri zveri.
- U Sanrajzovoj anime seriji Kod Gias, jedan lik se zove Suzaku Kururugi.
- U video-igri Nioh, postoji feniks duha čuvara nazvan Suzaku koji će oživeti igrače nakon smrti aktiviranjem njihovog životnog oružja. Jednom kada se životno oružje iscrpi, igrač se vraća jednim pogotkom.
- U Tokijskom Madžinu Vermilionska ptica ima nosača koje je lik poznat kao Mari Kler.
- U Kemono prijateljima, Vermilionska ptica je antropomorfirana zajedno sa ostala četiri kineska simbola.
- U Jami no Macuej, Vermilionska ptica, poznata samo kao Suzaku, pojavljuje se kao šikigami koji saziva Asato Cuzuki
- U Overvočovom događaju kineske Nove godine (Godina psa), Mersi, jedan od pomoćnih junaka igre, ima kozmetičku kožu baziranu na Vermilionskoj ptici.
- U filmu Svet veštine rata: Magle Pandarije, Vermilionska ptica je korišćena kao glavna inspiracija za stvaranje Či-đia, Crvenog ždrala.
- U Sekiru, nadogradnji protetskog alata napunjenog kišobrana (engl. Loaded Umbrella), Suzakov lotusni kišobran je crveni štit koji štiti igrača od povreda vatrom.
- U laganoj romantičnoj seriji Slaš Dog, jedna od heroina i ljubavnica glavnog junaka, Suzaku Himejima, moćna je šintoska sveštenica i domaćin Vermilionske ptice.

## Literatura
- Christie, Anthony (1968). Chinese Mythology. Feltham: Hamlyn Publishing.  0600006379
- Ferguson, John C. 1928. "China" in Volume VIII of Mythology of All Races. Archaeological Institute of America. <archive.org>
- Hawkes, David, translator and introduction (2011 [1985]). Qu Yuan et al., The Songs of the South: An Ancient Chinese Anthology of Poems by Qu Yuan and Other Poets. London: Penguin Books.  978-0-14-044375-2
- Schafer, Edward H. (1963) The Golden Peaches of Samarkand. Berkeley: University of California Press.
- Strassberg, Richard E., editor, translator, and comments. 2002 [2018]. A Chinese Bestiary: Strange Creatures from the GUIDEWAYS THROUGH MOUNTAINS AND SEAS. Berkeley and Los Angeles: University of California Press.  978-0-520-29851-4
- Wu, K. C. (1982). The Chinese Heritage. New York: Crown Publishers.  0-517-54475X.
- Yang, Lihui and Deming An, with Jessica Anderson Turner (2005). Handbook of Chinese Mythology. New York: Oxford University Press.  978-0-19-533263-6